# هانز فون هالبان
هانز هاينريش فون هالبان(بالفرنسية: Hans von Halban)‏ (24 يناير 1908 - 28 نوفمبر 1964) فيزيائي فرنسي من أصول يهودية - نمساوية.

## عائلة
تعود جذور هانز إلى اليهود البولنديين، الذين غادروا كراكوف إلى فيينا في خمسينيات القرن التاسع عشر. كان جده، هاينريش بلومنستوك، من كبار المسؤولين في إمبراطورية هابسبورغ، وقد قام بتكريمه الإمبراطور فرانز جوزيف الأول في ثمانينيات القرن التاسع عشر، وقد كان يحمل اسم ريتر هاينريش بلومنستوك فون هالبان. أسقطت العائلة لقب بلومنستوك لاحقًا، ورجعت عن استخدام كلمة «فون» بعد الحرب العالمية الثانية. كانت عائلة والدته من بوهيميا وكان جده الأكبر، موريتز فون فيالكا، عقيدًا في الحرب النمساوية البروسية عام 1866.
على الرغم من تحول الأسرة إلى الكاثوليكية، إلا أنها لم تكن أبدًا ملتزمة دينياً. واختار هانس هالبان أن يكون علمانيًا.

## التعليم والبحث
ولد هانز هالبان في لايبزيغ وانتقل إلى فورتسبورغ حيث أصبح والده هانز فون هالبان أستاذاً للكيمياء الفيزيائية. بدأ دراسته في الفيزياء في فرانكفورت / ماين وأنهى دراسة الدكتوراه في جامعة زيورخ في ديسمبر 1934.
ثم عمل لمدة عامين مع عالم الفيزياء النووية نيلز بور في معهد الفيزياء بجامعة كوبنهاغن. بالتعاون مع أوتو فريش، اكتشف أن الماء الثقيل له امتصاص نيوتروني منخفض جدًا مقارنة بالماء العادي.
في عام 1937، تمت دعوة هالبان للانضمام إلى فريق فريديريك جوليو كوري في كوليج دو فرانس في باريس. ضم الفريق أيضًا فرانسيس بيرين ولو كوارسكي. في عام 1939، قامت المجموعة بقياس متوسط عدد النيوترونات المنبعثة أثناء الانشطار النووي،  وتوصلت إلى إمكانية حدوث سلسلة من التفاعلات النووية وإنتاج الطاقة النووية.  في أغسطس، أظهرت المجموعة أن معدل الانشطار في أكسيد اليورانيوم يزداد عن طريق الغمر في الماء العادي.
خلال الصيف نفسه، تمكنت حكومة إدوارد دالاديير من شراء 185 كيلوغرام من الماء الثقيل من نورسك هايدرو في النرويج ونقله سراً إلى فرنسا لاستخدام فريق كوليج دو فرانس.

## الحرب العالمية الثانية
مع الاحتلال الألماني لباريس في مايو 1940، غادر حلبان وكوارسكي باريس مع إمداد بالماء الثقيل، غرام من الراديوم وتوثيق أبحاثهم، وفقًا لتعليمات جوليو كوري. هرب من فرنسا عبر كليرمون فيران وبوردو إلى إنجلترا. دعته حكومة تشرشل لمواصلة بحثه في جامعة كامبريدج. في عام 1942، تم إرسال حلبان مع «علماء لاجئين» بريطانيين وأوروبيين آخرين إلى مونتريال كرئيس لمختبرات الأبحاث في مختبر مونتريال، وهو جزء من مشروع مانهاتن الناشئ.
طلق هالبان زوجته الأولى إلس (ني أندريس، التي تزوجت لاحقًا من الفيزيائي التشيكي جورج بلازيك). وفي عام 1943، تزوج هالبان من ألين إليزابيث إيفون شتراوس، التي هربت من فرنسا عام 1941 مع ابنها الصغير ميشيل. انتهى هذا الزواج أيضًا بالطلاق، حيث تزوجت ألين من الفيلسوف أشعيا برلين عام 1958. 
بعد تحرير باريس في أغسطس 1944، عاد هالبان في زيارة إلى لندن وباريس، حيث رأى جوليو كوري لأول مرة منذ مغادرته فرنسا. على الرغم من أنه أكد أنه لم يفشي أي أسرار نووية لرئيسه السابق (جوليو كوري)، فإن الجنرال غروفز، رئيس مشروع مانهاتن، أقال هالبان من منصبه في مونتريال، وأوكل مهامه إلى جون كوكروفت. علاوة على ذلك، لم يُسمح لهالبان بالعمل ولا بمغادرة أمريكا الشمالية لمدة عام كامل.

## ما بعد الحرب
على عكس توقعاته، لم تتم دعوة هالبان للعودة إلى كوليج دو فرانس بعد الحرب. بدلاً من ذلك، تمت دعوته مرة أخرى إلى إنجلترا من قبل فريدريك ليندمان (اللورد شيرويل) لقيادة فريق في مختبر كلاريندون في جامعة أكسفورد، المرتبط ارتباطًا وثيقًا بمؤسسة أبحاث الطاقة الذرية (مختبر هارويل).
بعد ثماني سنوات من الإنتاج في أكسفورد، تمت دعوة هالبان للعودة إلى فرنسا في عام 1954 من قبل رئيس الوزراء، بيير مينديز-فرنسا، لتوجيه بناء مختبر للأبحاث النووية في ساكلاي، خارج باريس، مما أدى إلى توسيع المفوضية الفرنسية بشكل كبير. أتوميك (هيئة الطاقة الذرية). تولى الموعد في عام 1955، بعد طلاقه من زوجته ألين، التي تزوجت بعد ذلك بوقت قصير من إشعياء برلين. طور مختبر CEA Saclay القنبلة النووية الفرنسية المستقلة وأشرف على تطوير الطاقة النووية المدنية الفرنسية.

## السنوات الاخيرة
اضطر هالبان إلى التقاعد عام 1961 بسبب اعتلال صحته. أمضى السنوات الثلاث الأخيرة من حياته في باريس وكرانس سور سيير بسويسرا مع زوجته الثالثة ميشلين (ني لازارد فيرنييه).
توفي في 28 نوفمبر 1964 من مضاعفات بعد عملية قلب فاشلة في المستشفى الأمريكي في باريس، وترك ثلاثة أطفال: كاثرين مود، من زواجه الأول، وبيير (بيتر) وفيليب من زوجته الثانية. تم دفنه في Larchant ، بالقرب من باريس.

## المستندات المكتشفة حديثًا
في عام 1940، نقل جيمس تشادويك أعمال هالبان وليو كوارسكي من كامبريدج إلى الجمعية الملكية. وطالب بحفظ الأوراق لأنها لم تكن صالحة للنشر أثناء الحرب. في عام 2007، اكتشفت الجمعية الوثائق أثناء تدقيق لأرشيفها.

## روابط خارجية
"Annotated Bibliography for Hans von Halban"، Alsos Digital Library for Nuclear Issues، WLU، مؤرشف من الأصل في 2010-08-04، اطلع عليه بتاريخ 2020-01-08.